# Waldbrände in Kanada 2023

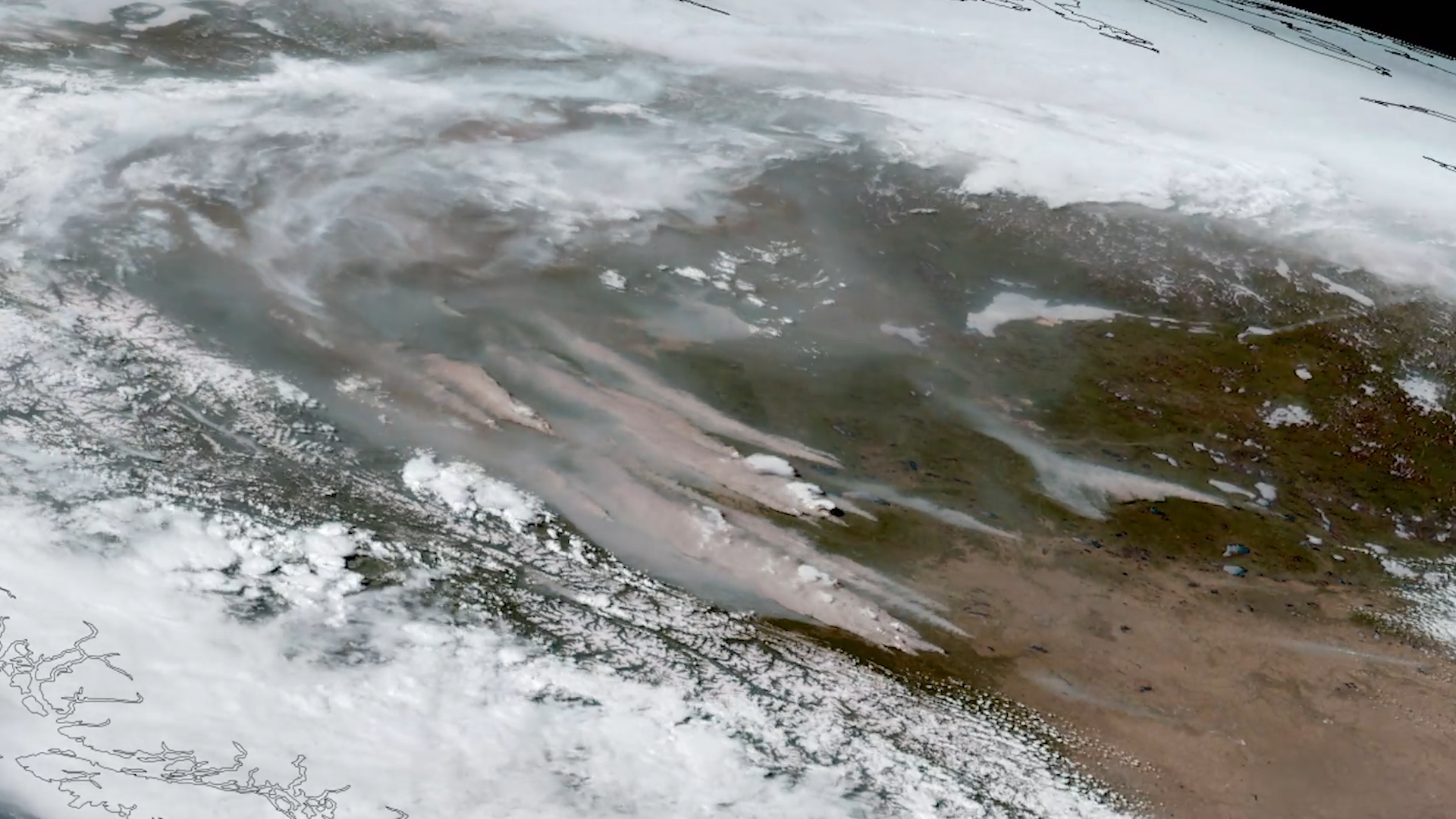
Satellitenaufnahme von Waldbränden in Kanada, 11. Mai 2023

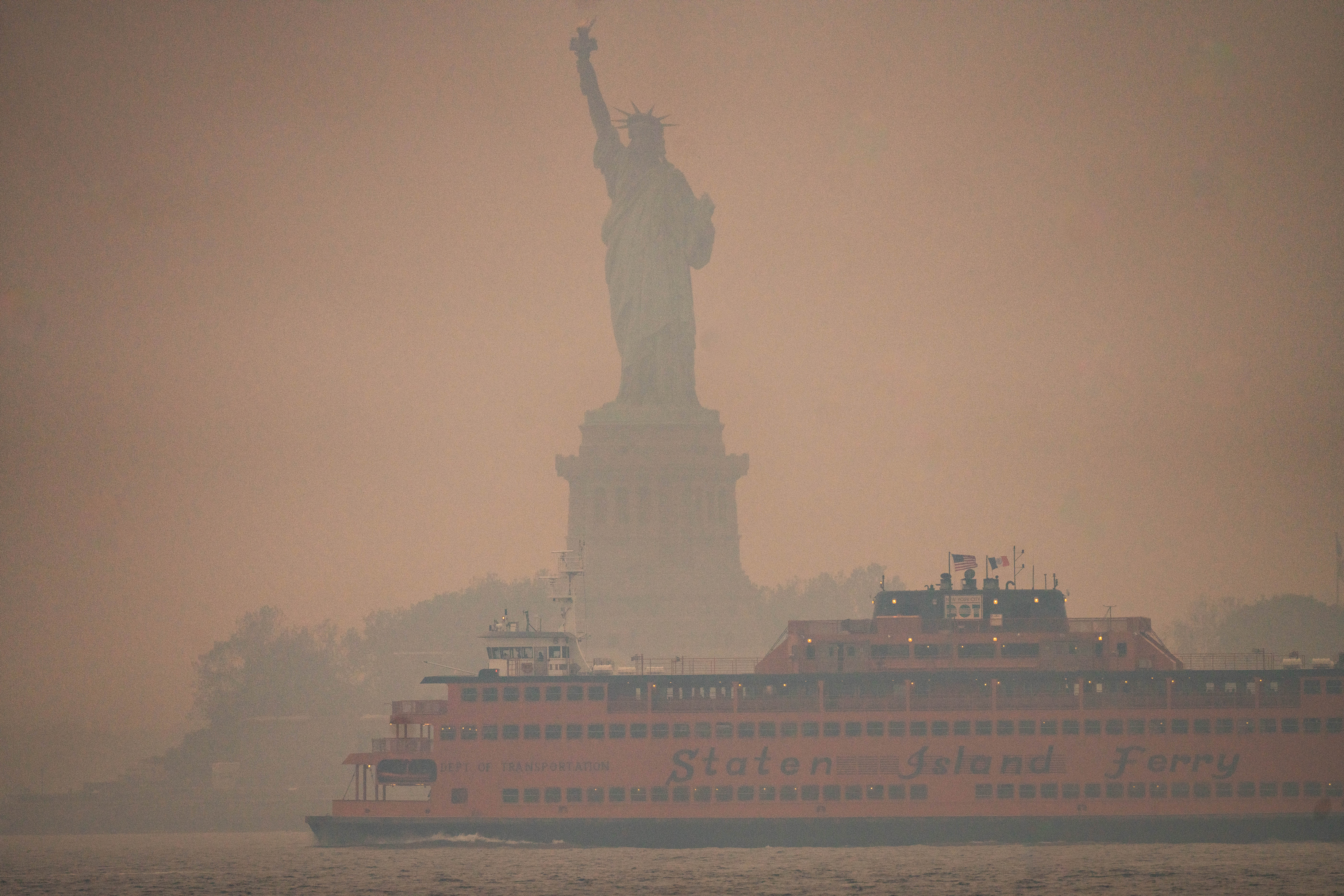
Starke Luftverschmutzung in New York City infolge der Waldbrände, hier die von Smog verdunkelte Freiheitsstatue, 7. Juni 2023

Verbrannte Fläche 2023 im Vergleich mit vorangegangenen Brandsaisons

Die Waldbrände in Kanada 2023 waren eine Serie von Waldbränden in Kanada. Sie begannen im März 2023 und breiteten sich ab Mai 2023 begünstigt von großer Dürre, Hitze sowie Folgeeffekten des Klimawandels in großer Geschwindigkeit aus. Gemessen nach Fläche war die Waldbrandsaison die schlimmste in Kanada seit Beginn der Aufzeichnungen. Bis zum 23. Dezember 2023 traten 6767 Brände auf, von denen zu dem Zeitpunkt 212 aktiv und 29 außer Kontrolle waren. Sie verbrannten eine Fläche von rund 185.000 km². Dies ist fast 2,5 Mal so viel wie in der bisherigen Rekordsaison in Kanada und entspricht mehr als der halben Fläche Deutschlands (357.588 km²). Im Durchschnitt der vergangenen zehn Jahre verbrannten ca. 22.000 km² jährlich.
Betroffen waren nahezu alle Provinzen und Regionen des Landes. Besonders ausgedehnte und viele Brände gab es in Québec, Alberta, British Columbia, Saskatchewan, Nordwest-Territorien und Ontario; daneben sind Manitoba, Nova Scotia, New Brunswick, Yukon und Neufundland und Labrador betroffen. Die kanadische Waldbrandsaison war auch der Hauptgrund dafür, dass 2023 in Nordamerika die intensivste Waldbrandsaison seit Beginn der Aufzeichnungen vor 40 Jahren herrschte, das trotz der moderaten Feueraktivität in den USA.
Als Folge kam es zeitweise in Teilen Kanadas sowie den USA zu massiver gesundheitsgefährdender Luftverschmutzung, von der über 100 Millionen Menschen betroffen waren. Bis zum 22. August mussten fast 200.000 Menschen evakuiert werden, so viel wie nie zuvor in Kanada. Ebenfalls wurden mehr als 1,5 Mrd. Tonnen des Treibhausgases Kohlenstoffdioxid freigesetzt, die Hauptursache für die gegenwärtige Globale Erwärmung. Diese Zahl „1,5 Mrd. Tonnen“ bzw. 1,5 Gigatonnen (Gt) entspricht mehr als dem Doppelten der gesamten deutschen Jahresemission an CO2.
Erschwert wurde die Lage durch den generellen Mangel an Feuerwehrleuten sowie die Tatsache, dass alle Provinzen Kanadas gleichzeitig betroffen waren, was einen Austausch von Personal und Material wie Löschflugzeugen erschwert. Zur Bekämpfung der Brände wurde unter anderem auch das kanadische Militär eingesetzt. Mitte Juni unterstützten zudem rund 5000 Feuerwehrleute aus verschiedenen Staaten wie den USA, Chile, Portugal, Spanien usw. die Löscharbeiten. Drei Feuerwehrleute und ein Hubschrauberpilot kamen bei der Brandbekämpfung ums Leben.

## Verlauf

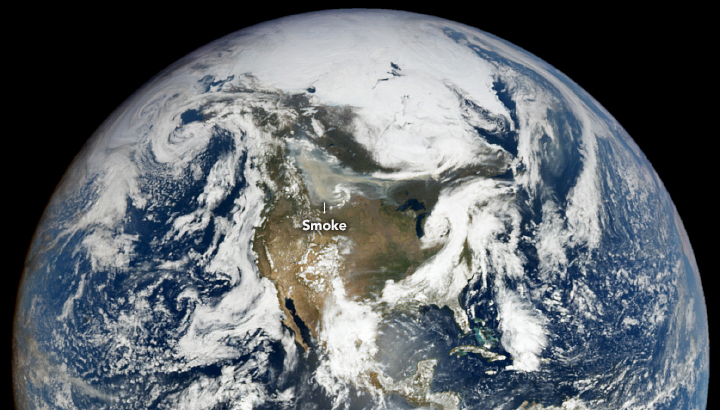
Satellitenaufnahme der Rauchwolke, Ende Mai 2023.

Die Waldbrandsaison begann außerordentlich früh und intensiv. Bereits am 10. Juni war mit mehr als 10 Mio. Acre (mehr als 40.000 km²) rund 15 Mal so viel Fläche verbrannt wie es sonst zu diesem Zeitpunkt durchschnittlich der Fall ist. Mitte Juni lag die Fläche schon bei 48.000 km², womit die Saison schon die viertgrößte Fläche seit Beginn der Aufzeichnungen verbrannt hatte. Zu dem frühen Zeitpunkt sind typischerweise erst 15 % der Gesamtfläche in einer Saison erreicht.
Am 18. Juni 2023 wurde das Donnie Creek Wildfire mit einer Ausdehnung von zu diesem Zeitpunkt 5.343 km² das größte Feuer in der Geschichte von British Columbia.
Am 26. Juni übertraf die Saison 2023 mit 76.129 km² den Wert des bisherigen Rekordjahres 1989 (75.596 km²). Alleine in der Woche vom 19. bis zum 25. Juni verbrannte eine Fläche von 14.000 km², was ca. 69 % einer durchschnittlichen kanadischen Waldbrandsaison entspricht.
Mit 81.000 km² am 28. Juni war ca. 21 Mal so viel Fläche verbrannt wie im Durchschnitt des letzten Jahrzehnts zu diesem Zeitpunkt. Verglichen mit früheren Saisons war vor allem die Größe der Brände ungewöhnlich. Waren 1989 noch über 11.000 Brände festgestellt worden, die den damaligen Flächenrekord aufstellen, waren es im Juni 2023, als er übertroffen wurde, gerade mal ca. 3000 Brände. Damit lag die verbrannte Fläche auch bereits rund 15 % über dem alten Allzeitrekord, obwohl der Juli als traditionell intensivster Brandmonat noch gar nicht begonnen hatte.
Aufgrund der Größe der Feuer wird davon ausgegangen, dass Feuerwehraktivitäten nicht in der Lage sein werden die Brände zu löschen, sondern dafür nur starker Regen über längere Zeit in Frage kommt, der den Boden durchweicht und den Feuern damit sowohl den trockenen Brennstoff als auch die Zündbedingungen nimmt.
Etwa in der zweiten Juliwoche brachen alleine in British Columbia ca. 400 neue Feuer aus, die etwa die Hälfte davon ausgelöst durch intensive Gewitter mit teils wenig oder gar keinem Niederschlag, bei denen die Provinz von ca. 51.000 Blitzen getroffen wurde.
Am 15. Juli übertrafen die Brände eine Gesamtfläche von 100.000 km². Ein Sprecher vom Ministerium für natürliche Ressourcen erklärte dazu, die Entwicklungen der Waldbrandsaison seien „schlimmer als unsere schlimmsten Befürchtungen“.

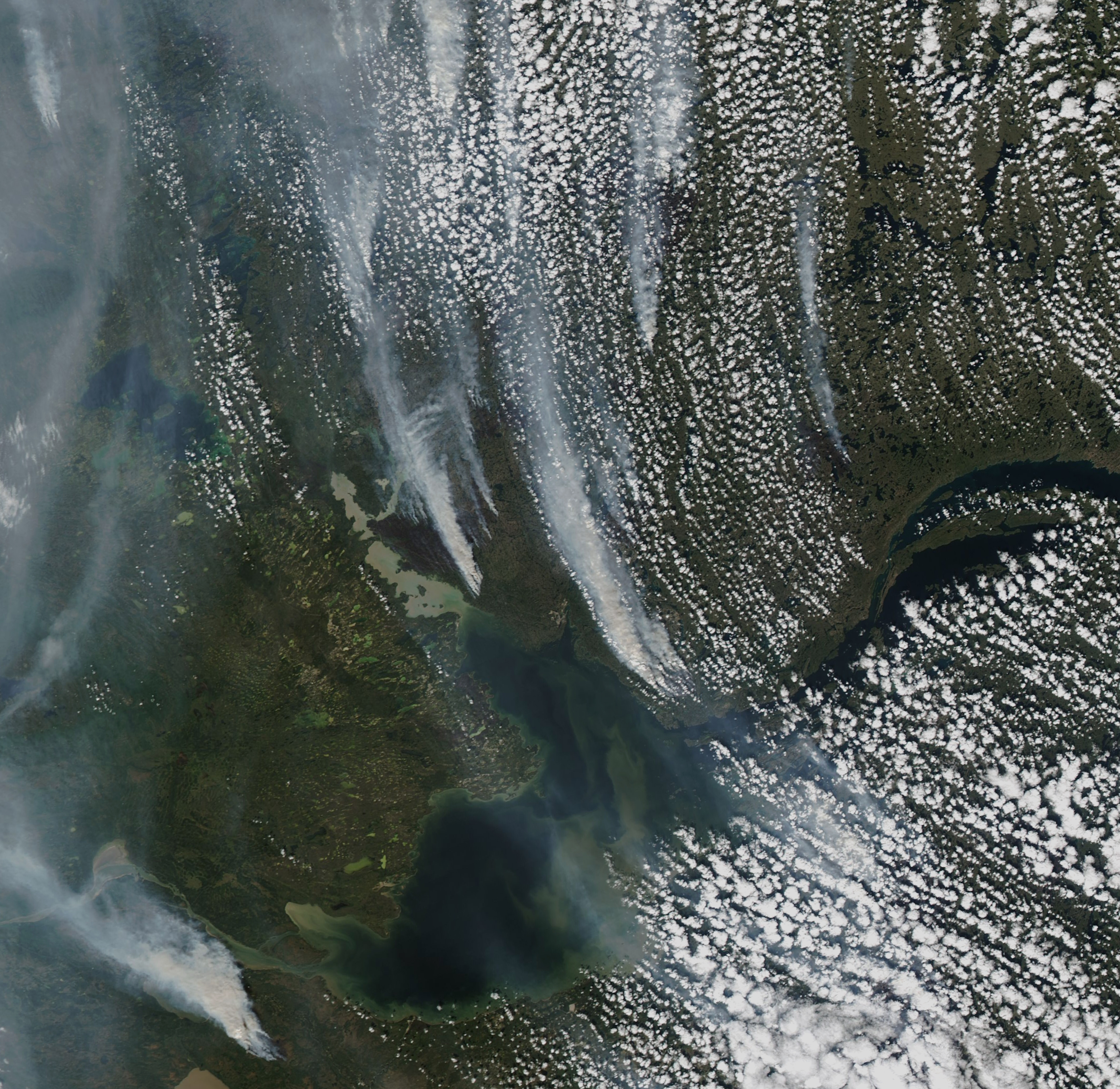
Satellitenaufnahme zahlreicher Brände in der Nähe von Yellowknife, 15. August 2023.

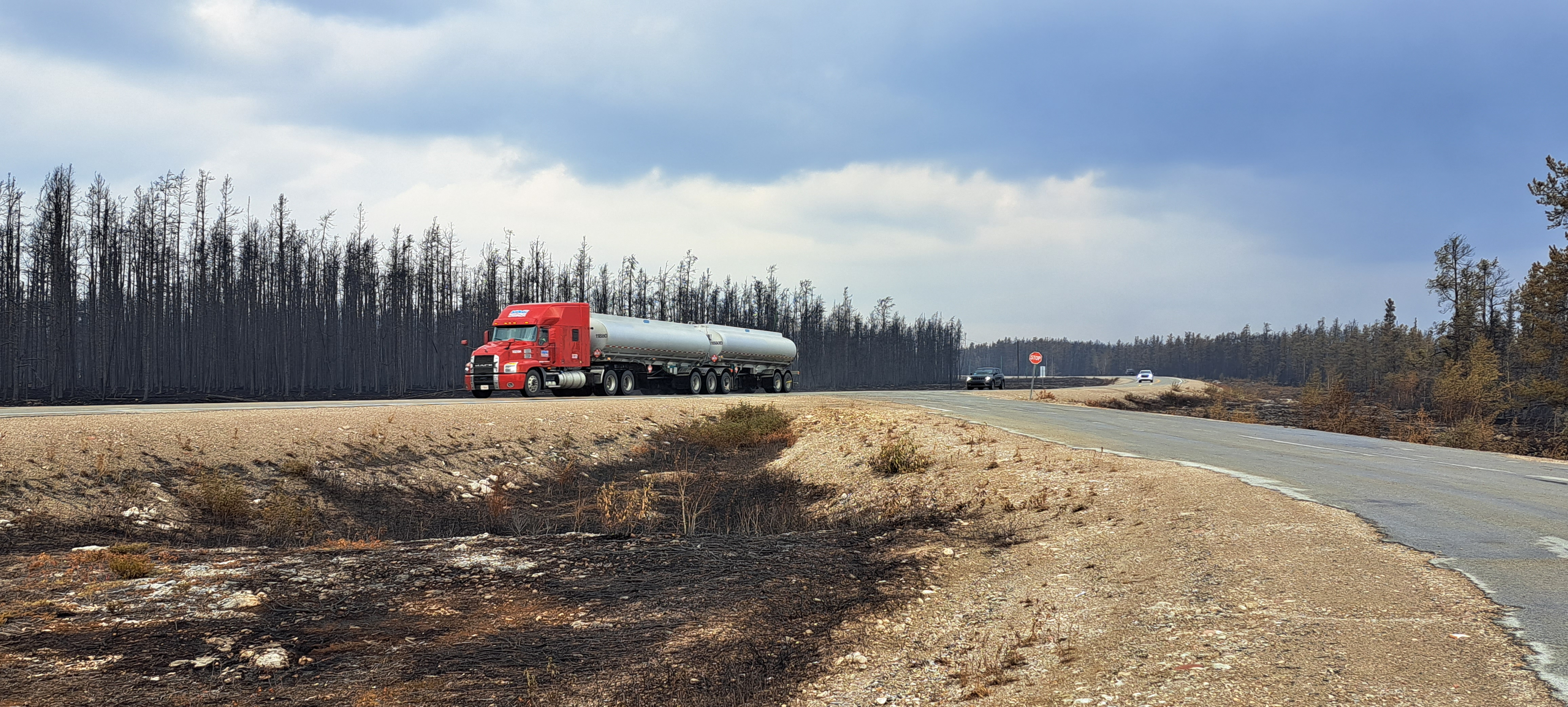
Fahrzeuge, die die Nordwest-Territorien durch verbrannten Wald verlassen, August 2023

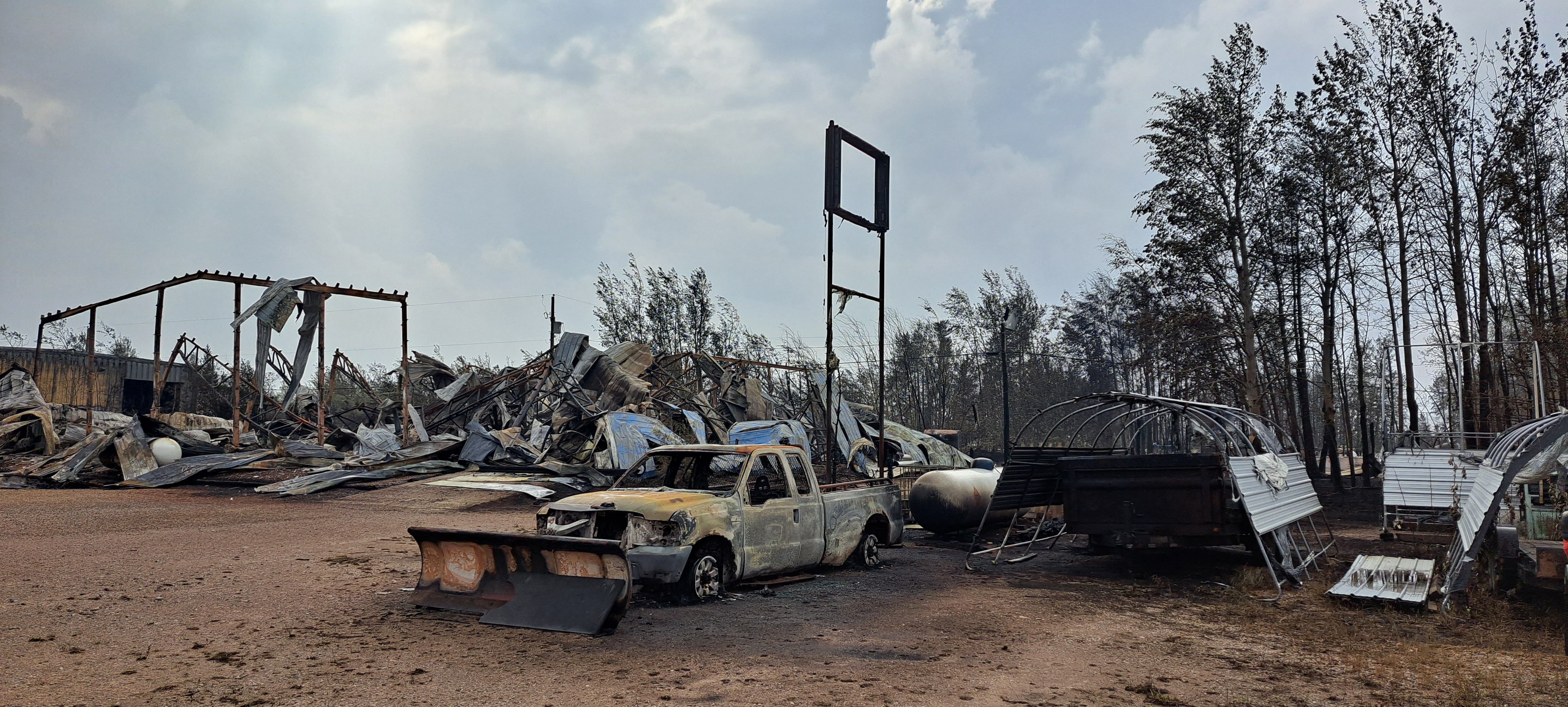
Enterprise nach den Bränden

Mitte August wurde für die gesamten Nordwest-Territorien der Ausnahmezustand ausgerufen und begonnen, einen großen Teil der Bevölkerung per Flugzeug in benachbarte Provinzen auszufliegen. Straßen waren unbenutzbar, da teilweise der Asphalt brannte. Auch die Hauptstadt Yellowknife mit rund 20.000 Einwohnern wurde wegen eines herannahenden Waldbrandes evakuiert. Insgesamt galten für etwa 26.000 der 45.000 Einwohner der Nordwest-Territorien Evakuierungsaufforderungen. Um die Stadt zu schützen, legten Feuerwehrkräfte mit schwerem Gerät 100 m breite Brandschneisen an, verteilten Flammschutzmittel und warfen aus der Luft Wasser ab.  Zu dem Zeitpunkt brannten in den Nordwest-Territorien mehr als 230 Feuer.  Diese hatten bereits die Ortschaft Enterprise nach Angaben des Bürgermeisters zu 85 bis 90 % zerstört. Am 26. August wurde auch für die Bevölkerung von Hay River eine Evakuierungsorder herausgegeben. Aufgrund der Gefahrenlage durch außerordentliche starke Winde wurden auch Feuerwehrleute aufgefordert, die Stadt zu verlassen.
Am 18. August wurde für ganz British Columbia der Notstand ausgerufen, nachdem Trockengewitter und starke Winde aufgetreten waren. Dadurch waren zahlreiche neue Brände ausgebrochen und bestehende Brände hatten sich ausgebreitet, worauf sich die Waldbrandlage in British Columbia drastisch verschlechtert hatte. In West Kelowna brannten mehrere Gebäude ab, auch der wichtige Trans-Canada Highway wurde auf einem Teilabschnitt gesperrt. Es wurden rund 30.000 Menschen zur Evakuierung aufgefordert. Für weitere 36.000 Menschen galten Evakuierungsvorwarnungen. Um ausreichend Kapazitäten für die Geflüchteten zu haben, wurde der Reiseverkehr in Teilen von British Columbia eingeschränkt, sodass anstelle von Touristen Unterkünfte wie Hotels und Motels von den Evakuierten genutzt werden können. Die nahe des Shuswap Lake gelegenen Siedlung Celista erlitt erhebliche Brandschäden, nachdem ein Waldbrand binnen 12 Stunden 20 km gewandert war. Diese Ausbreitungsgeschwindigkeit ist eine der schnellsten, die jemals in British Columbia beobachtet wurde. Der Notstand in British Columbia wurde am 15. September wieder aufgehoben, nachdem sich die Waldbrandlage gebessert hatte. Zu dem Zeitpunkt waren aber weiterhin fast 400 Feuer in British Columbia aktiv, auch galten weiterhin für mehr als 700 Gebäude Evakuierungsanordnungen und für 23.000 Gebäude Evakuierungsvorwarnungen.
Anfang September, zu einem Zeitpunkt, an dem die kanadische Waldbrandsaison normalerweise abebbt, war mit mehr als 160.000 km² etwa doppelt so viel Fläche verbrannt als in den beiden zuvor schlimmsten Saisons 1989 und 1995. Diese Fläche ist größer als die Landesfläche von Bayern, Baden-Württemberg und Niedersachsen zusammen und ca. 1,5 Mal so groß wie die gesamte Waldfläche Deutschlands. Im Unterschied zu vielen anderen Waldbrandsaisons waren zu diesem Zeitpunkt noch viele große Brände aktiv und dehnte sich weiter stark aus.
Ende September, zu einer Zeit, wenn die Waldbrandsaison üblicherweise zu Ende geht oder bereits beendet ist, kam es zu infolge von Dürre und starken Winden erneut zu einer erheblichen Ausbreitung der Brände. Zu dem Zeitpunkt brannten noch in acht Provinzen große Feuer und es herrschte in manchen eine Hitzewelle, bei denen Rekordwerte oder annähernd Rekordwerte für diese Zeit des Jahres erreicht wurden.
Am ersten Januar 2024 gab es 194 aktive Brände, von denen 11 außer Kontrolle waren, 74 gehalten wurden und 109 unter Kontrolle. Befürchtet wurde, dass sich Teile der noch nicht gelöschten Brände zu sogenannten „Zombie-Feuern“ entwickeln könnten. Das sind Brände, bei denen Glut im Boden überwintert und die dann im Frühjahr bei warmem Wetter wieder neu ausbrechen können. Selbst Ende Februar 2024 gab es im Westen Kanadas noch mehr als 150 solcher nicht gelöschter Zombie-Brände aus der Waldbrandsaison 2023, ein Wert, den Experten so zuvor nicht gekannt beschreiben.

## Ursachen

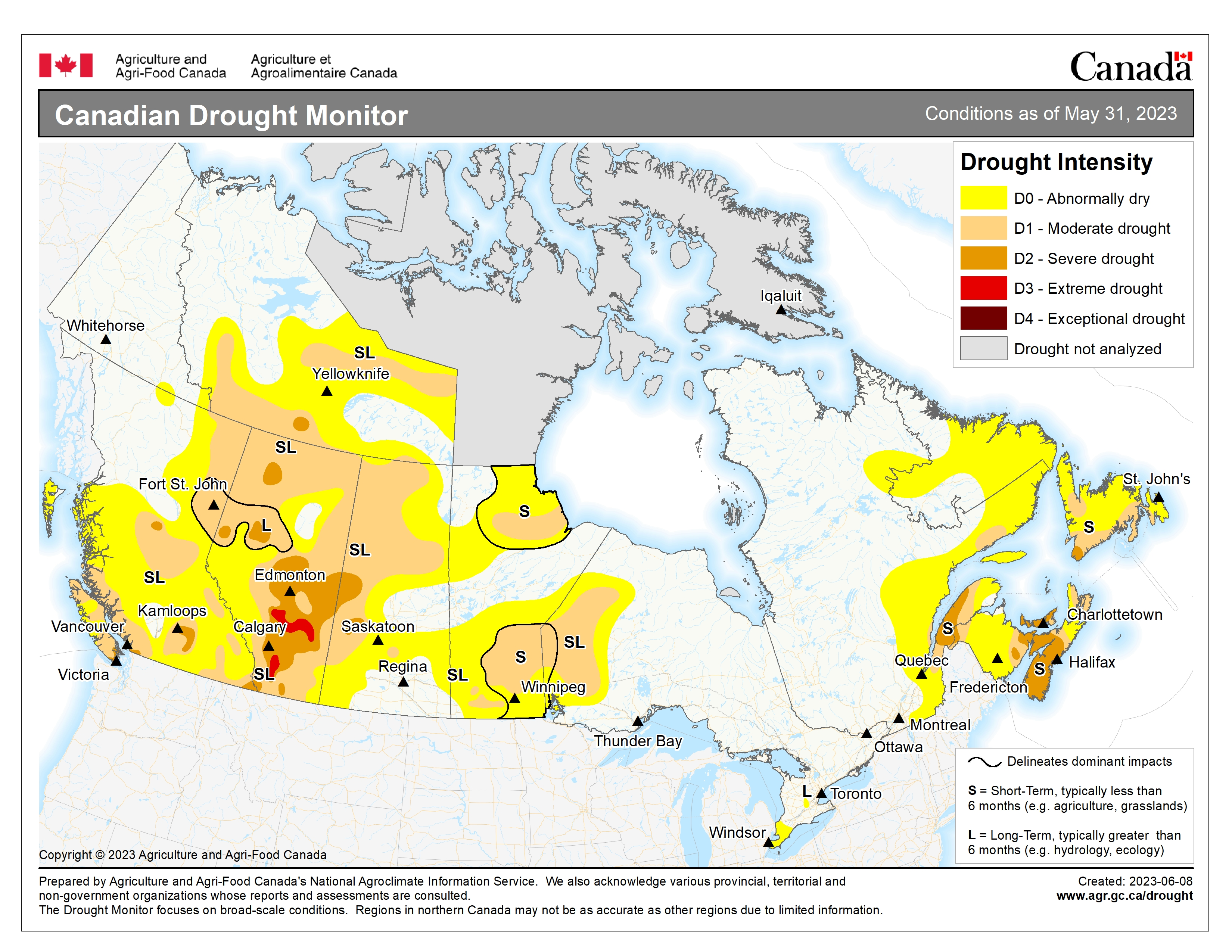
Dürre in Kanada vor Sommerbeginn, Stand 31. Mai 2023.

Mitverantwortlich für die starken Brände war ein sehr heißer Mai in West- und Zentralkanada. Über große Teile des Mais herrschten aufgrund einer Ausbuchtung des Jetstreams Hitzekuppelverhältnisse, die durch die menschengemachte globale Erwärmung verstärkt werden. Dadurch gelangte über Wochen viel heiße Luft nach Norden, die den Boden austrocknete. Als es dann am ersten und zweiten Juni zu Gewittern kam, lösten Blitzeinschläge Waldbrände in der ausgetrockneten Vegetation aus. Der Mai 2023 war einer der heißesten in Kanada seit Beginn der Aufzeichnungen; zudem herrscht in großen Teilen des Landes eine große Dürre. In Nova Scotia fiel im Mai 2023 weniger als die Hälfte des üblichen Niederschlags. Durch Hitze und Dürre trocknet auch die Vegetation aus und liefert somit Brennmaterial und gute Zündbedingungen. Auch der Klimawandel spielt eine wichtige Rolle, da er Kanada im Zeitraum 1948 bis 2022 bereits um 1,9 °C erwärmt hat, die Wahrscheinlichkeit für Dürren und längere und stärkere Hitzewellen erhöht sowie die Zahl an Blitzschlägen steigert, die in Kanada eine wichtige Zündquelle für Waldbrände darstellen. Zudem spielt auch menschliches Verhalten eine Rolle beim Entstehen von Bränden. Typischerweise werden in Kanada bisher (ohne den oben beschrieben Trend zu mehr Blitzen durch den Klimawandel) jeweils etwa die Hälfte der Brände durch Blitze bzw. menschliche Aktivitäten ausgelöst. Jedoch verursachen die von Blitzen ausgelösten Feuer deutlich größere Schäden, sodass mehr als 80 % der verbrannten Fläche auf Feuer zurückgehen, die aus Blitzschlägen entstanden sind. Wissenschaftlich diskutiert wird auch eine klimawandelbedingte Veränderung des Jetstreams infolge geringerer Temperaturunterschiede zwischen der Arktis und gemäßigten Breiten, die zu längeren stationären Wetterlagen führt.
Der Weltklimarat IPCC hielt in seinem 2022 erschienenen Sechsten Sachstandsbericht fest, dass der menschengemachte Klimawandel in Nordamerika zu wärmeren und trockeneren Bedingungen geführt hat, die Flächenbrände begünstigen und infolgedessen in verbrannte Fläche in Kanada in den vergangenen Jahrzehnten angestiegen ist. Der IPCC verweist auf Attributionsstudien, wonach der Klimawandel für den Anstieg der verbrannten Fläche verantwortlich ist und verweist auf die Schlussfolgerung des Council of Canadian Academies, dass Waldbrände eines der größten Risiken des Klimawandels für Kanada darstellten. Der Klimawandel führt gemäß IPCC sowohl zu länger andauernden Brandsaisons als auch zu trockenerem Brennstoff. Die angestiegene Feueraktivität, die teilweise auf den anthropogenen Klimawandel zurückzuführen ist, hat zusammen mit weiteren Faktoren direkte und indirekte Auswirkungen auf den Menschen, beispielsweise auf Mortalität und Krankheit und durch wirtschaftliche Schäden und Kosten, und betrifft wichtige Infrastrukturen, kulturelle Ressourcen und Wasserressourcen. Die Kosten für Schutzmaßnahmen vor Waldbränden in Kanada verdreifachten sich zwischen 1970 und 2017 und lagen zwischen 2015 und 2017 zwischen 1,0 und 1,4 Mrd. CAD. Für die Zukunft prognostiziert der IPCC einen Anstieg der Feueraktivität in vielen Teilen Nordamerikas durch längere Brandsaisons, langfristige Erwärmung und mehr Blitzeinschläge in Teilen der USA und Kanadas.
Im August 2023 wurde eine Attributionsstudie publiziert, die die Waldbrandsaison in Ostkanada im Zeitraum Mai bis Juli 2023 untersuchte. Diese kam zu dem Ergebnis, dass im Klima des Jahres 2023 eine kanadische Waldbrandsaison wie 2023 statistisch etwa einmal alle 20 bis 25 Jahre auftritt. Durch den menschengemachten Klimawandel erhöhte sich die kumulative Intensität der Feuersaison 2023 in Québec bis Ende Juli um etwa 50 % und Waldbrandsaison mit dieser Schwere wurden mindestens siebenmal wahrscheinlicher. Wetterlagen mit dem stärksten Feuerwetter wurden doppelt so wahrscheinlich und die Schwere nahm aufgrund des Klimawandels um etwa 20 % zu. Den ebenfalls angestellten Prognosen zufolge wird mit einer Erderwärmung von 2 Grad sowohl die Wahrscheinlichkeit als auch die Schwere von Waldbränden weiter zunehmen. Die Veränderung des Feuerwetters sind mit einem Anstieg der Temperatur und einem Rückgang der Luftfeuchtigkeit verbunden, die beide auf den menschengemachten Klimawandel zurückzuführen sind. Zusätzlich wurden die Auswirkungen durch ungewöhnlich geringe Niederschläge verstärkt.

## Folgen

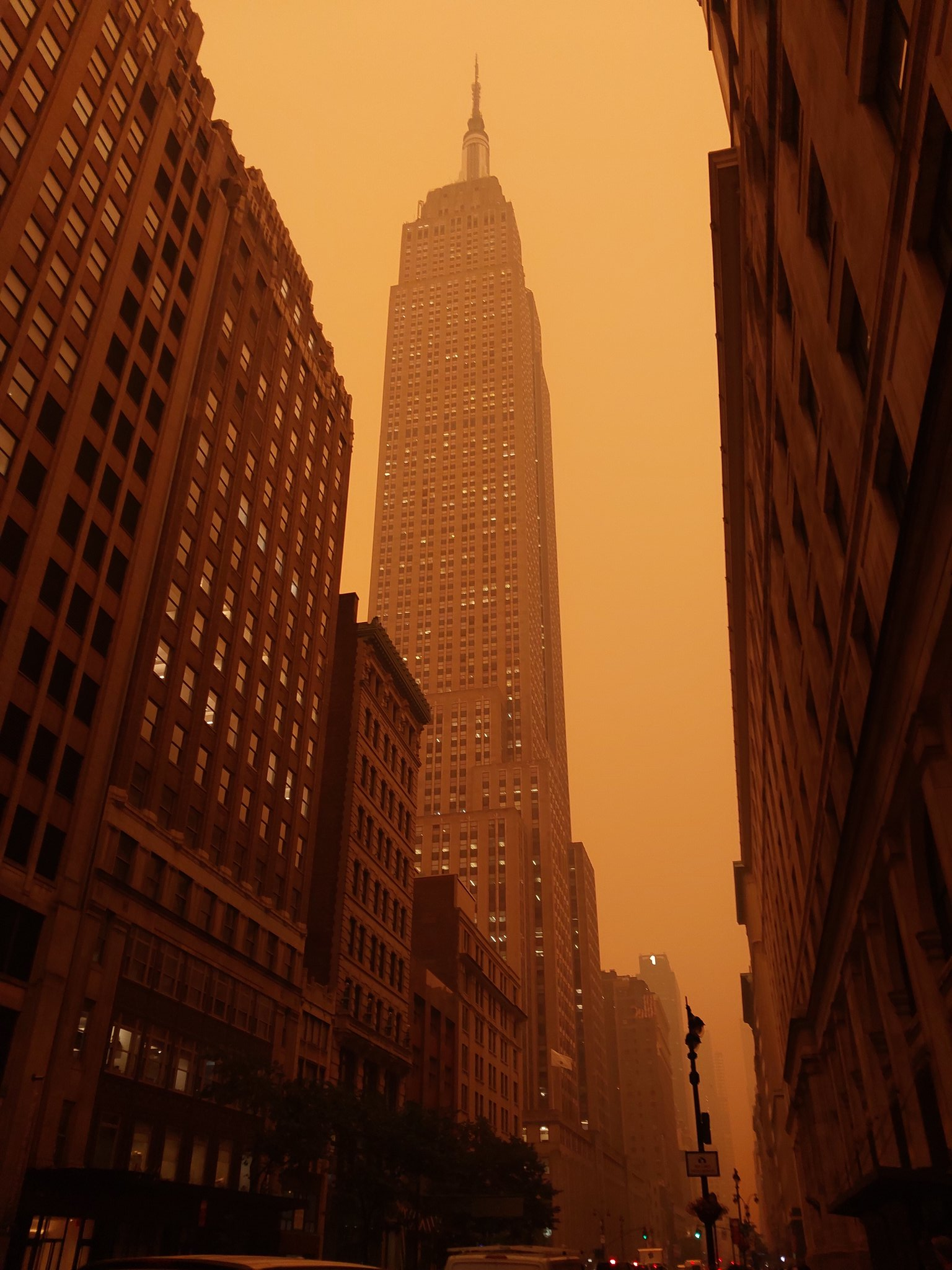
Das Empire State Building in New York am 7. Juni 2023 um 19.40 Uhr

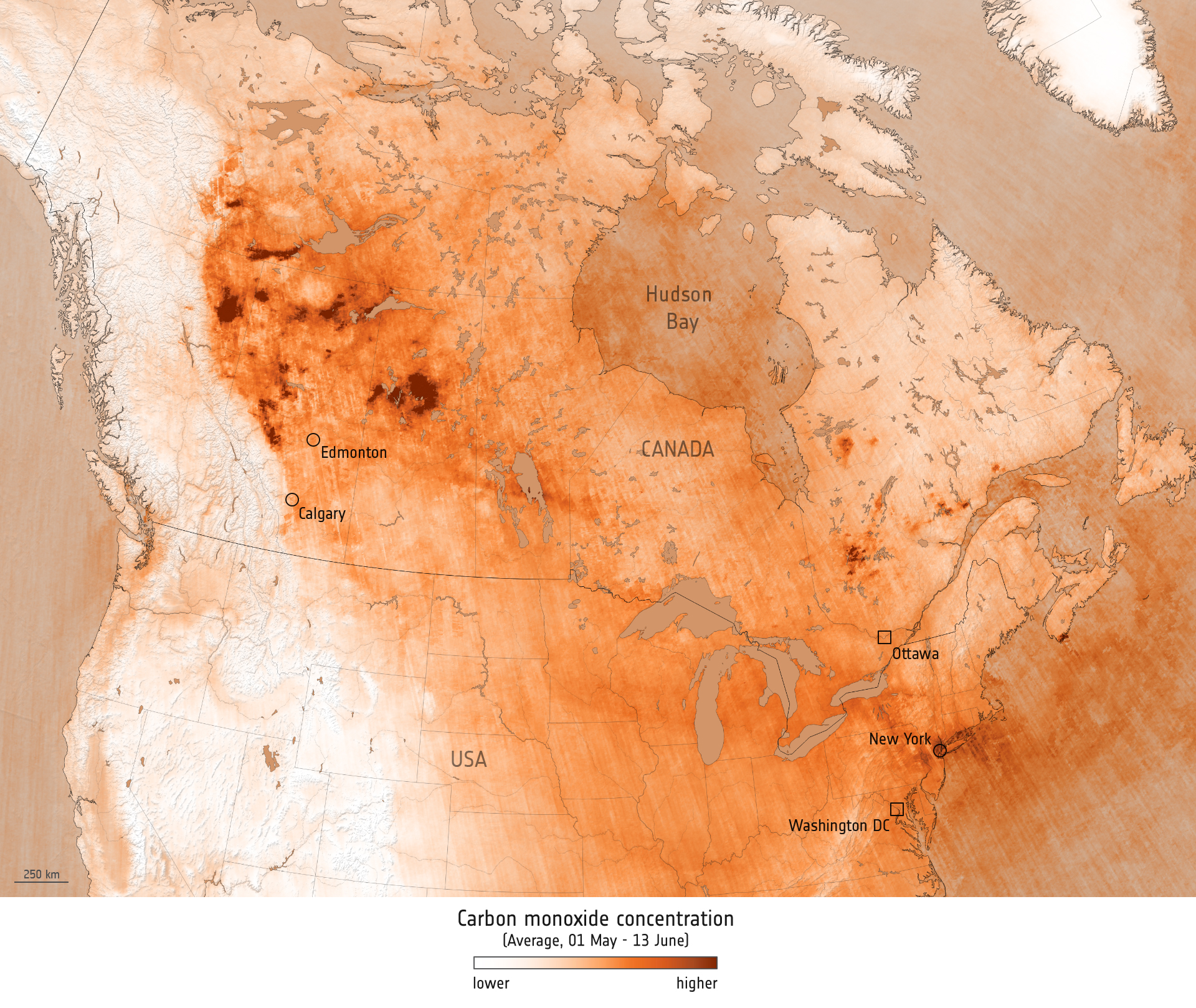
Satellitenmessung der Kohlenstoffmonoxidbelastung in Nordamerika (Durchschnittswerte im Zeitraum 1. Mai bis 13. Juni 2023). Kohlenmonoxid (CO) ist ein guter Tracer für den Transport von Waldbrandemissionen.

### Luftverschmutzung
Der von den Waldbränden ausgehende Rauch führte in Teilen Nordamerikas zu großer und gesundheitsschädlicher Luftverschmutzung. In New York City erreichte die Luftqualität zeitweise gesundheitsgefährdende Werte. Für Millionen Menschen wurden Warnungen vor gefährlicher Luftverschmutzung herausgegeben. Gesundheitliche Folgen von Waldbrandrauch können unter anderem Atemwegserkrankungen wie Asthma und COPD sowie Erkrankungen von Herz, Gehirn und Nieren sein. Betroffen waren neben New York, das zeitweise die schlechteste Luftqualität aller Großstädte weltweit aufwies, u. a. auch Washington, D.C. und Philadelphia. New Yorks Bürgermeister Eric Adams rief seine Bürger auf, möglichst keine Aktivitäten im Freien zu verfolgen und forderte Menschen mit Atemwegsbeschwerden, Ältere und Kinder ausdrücklich auf, die Wohnung nicht zu verlassen. Viele Menschen behalfen sich mit Schutzmasken aus der COVID-19-Pandemie. In New York City wurden zeitweise bestimmte Flugverbindungen wegen schlechter Sichtbedingungen an Flughäfen eingestellt. Da der Rauch über Grönland und Island nach Europa zog, war selbst in Norwegen noch ein leichter Geruch von Rauch wahrnehmbar.
Ende Juni 2023 kam es erneut zu großflächigen schweren Rauchbelastungen in den USA, von denen mit mehr als 100 Millionen Menschen rund ein Drittel der US-Bevölkerung betroffen war. Diese wurden von Behörden aufgefordert, Aktivitäten im Freien zu reduzieren und gerade bei Vorhandensein einer Lungen- oder Atemwegserkrankung eine Maske zu tragen. Kinder und Ältere wurden darauf hingewiesen, anstrengende Aktivitäten zu verkürzen oder ganz einzustellen. Die Zahl der Waldbrandrauch ausgesetzten Menschen war damit beispiellos in der modernen US-Geschichte. Zu dem Zeitpunkt galten Warnungen in insgesamt 23 Bundesstaaten zwischen Colorado und Vermont, sowie Wisconsin und Georgia, zumal historisch vor allem Menschen an der Westküste regelmäßig mit den Folgen von Rauch zurechtkommen mussten. In Washington D.C., Detroit, Chicago, Minneapolis und New York wurden mit die schlechteste Luftqualität aller Metropolen weltweit gemessen, Detroit und Washington lagen noch vor Lahore, Dubai und Shenyang.
Etwa zur gleichen Zeit erreichte eine weitere Wolke Spanien, Portugal und Irland. Da der Rauch in großer Höhe transportiert wird, werden in Europa jedoch keine bedeutsamen Veränderungen der Luftqualität erwartet, sondern nur Eintrübungen des Himmels.
Mitte Juli traf wieder eine große Rauchwolke in den USA ein, Mitte August eine weitere. Anfang Oktober lag eine Rauchwolke über Tage über ganz Florida und verursachte dort Smog. In Teilen des Bundesstaates zwischen Jacksonville und West Palm Beach erreichte die Luftverschmutzung ungesunde Werte. In Teilen von Tampa Bay wurden Luftverschmutzungswerte erreicht, die für gefährdete Gruppen wie Menschen mit Herzkreislauferkrankungen, Schwangere, Kinder und Senioren als ungesund gelten und empfindliche Menschen angewiesen, nicht ins Freie zu gehen.

### Ökologische Folgen
Die Waldbrände hatten schwere Auswirkungen auf die kanadische Tierwelt. Erste Abschätzungen von Anfang Oktober 2023 sprachen von Hunderttausenden verendeten Tieren. Fatal wirkten sich gerade die relativ frühen Brände aus, als viele Jungtiere noch nicht bin der Lage waren, das Nest zu verlassen oder größere Entfernungen zurückzulegen, um vor den Feuern zu fliehen. Ascheeintrag in Gewässer hatte zudem negative Auswirkungen auf Wasserlebewesen. Zudem sind Tiere wie Menschen durch die Luftverschmutzung betroffen.

### Freisetzung von Treibhausgasen
Bis Oktober emittierten die Brände mehr als 1,5 Mrd. Tonnen Kohlenstoffdioxid, mehr als die 22 vorangegangenen kanadischen Waldbrandsaisons zusammen. Insgesamt wurden 647 Mio. Tonnen Kohlenstoff freigesetzt, was um ein Vielfaches höher liegt als die Emissionen im vorangegangenen Jahrzehnt (ca. 29 bis 121 Mio. Tonnen Kohlenstoff) und mehr ist als der jährliche Ausstoß von Staaten wie Deutschland, Japan oder Russland. Nur China, Indien und die USA stießen noch mehr Kohlenstoff aus.  Diese Treibhausgasemissionen verstärken wiederum den Klimawandel. Alleine bis Mitte September emittierten die Brände rund 410 Mio. Tonnen reinen Kohlenstoff, fast dreimal so viel wie in der bisherigen Rekordsaison 2014, als 138 Mio. Tonnen Kohlenstoff freigesetzt wurden.

### Weitere Folgen
Über den Sommer beeinträchtigten die Brände auch die kanadische Öl- und Gasförderung.